# Kaiwi Lyman-Mersereau
Kaiwi Lyman-Mersereau, född 13 maj 1983, är en amerikansk skådespelare.
Lyman-Mersereau har bland annat medverkat i filmerna Trigger Warning och Sympathy for the Devil.

## Filmografi (i urval)
- 2023 – Sympathy for the Devil
- 2024 – Trigger Warning